# 请你检阅
《请你检阅》是2019年中国一首进行曲，由赵麟作曲，赵大鸣作词。

## 创作
赵麟是中国人民解放军文化艺术中心文艺部创作室主任。2019年年初，他接到作曲的任务，要求为该年10月的国庆阅兵式谱写一首“新时代的强军歌曲”。其中为了阅兵式做铺垫，歌曲前半部分需要一段用号角表现的有“仪式感”的音乐。在3月的内部沟通会上，创作人员确定了创作内容、方向和程序，要求增强典礼仪式感、凸显新时代军队改革后的军人形象。与赵麟合作多年的赵大鸣首先完成作词，字句间着墨表现军队的忠诚与军人时刻准备接受检阅的使命感。作曲时，赵麟则侧重表现大国的国威、军威，“要有大国重器的感觉”。4月，二人完成初稿，但为了掐准时间，前奏部分的调整直到9月23日才完成。

## 演奏
《请你检阅》在2019年10月1日中国国庆阅兵式分列式开始时奏响，是整个阅兵式演奏中唯一一首带有歌词的歌曲。2021年7月10日的香港警察學院结业仪式上，《请你检阅》在律政司司长鄭若驊检阅会操队伍时奏响。

## 评价
人民网的郭冠华称赞《请你检阅》的歌词部分简单明快，而旋律又铿锵有力，使得整首进行曲“充满积极向上的蓬勃朝气”。歌曲在年轻人之间更有代入感，甚至有网友笑称听到歌曲时感觉自己开着的车变成了坦克。